# Carnifex
|  | Aquest article tracta sobre l'ofici romà. Vegeu-ne altres significats a «Carnifex (desambiguació)». |

Carnifex era el botxí públic de l'antiga Roma, encarregat de l'execució dels esclaus i estrangers. També s'encarregava de la tortura. El mot és compost de carn i del sufix -fex, literalment «el que fa carn», que segons el context, també pot significar carnisser. L'ofici era desgraciat i el que l'exercia no podia residir a l'interior de la ciutat i vivia a la Porta Mètia o a la Porta Esquilina, prop de la plaça on es feien les execucions d'esclaus coneguda com a Sestertium sota els emperadors.
No podia tocar ni un ciutadà romà o un llibert, aquests eren castigats o executats pel lictor, literalment, el que fa lligams, una funció considerat com a honorable.